# McCormick Tractors International
McCormick ist eine italienische Traktorenmarke. Die 2001 von der Argo-Gruppe gegründete Marke beruft sich auf die Tradition der Marke McCormick und der indirekten Vorgängerunternehmen McCormick Harvesting Machine Company und International Harvester.

## Geschichte

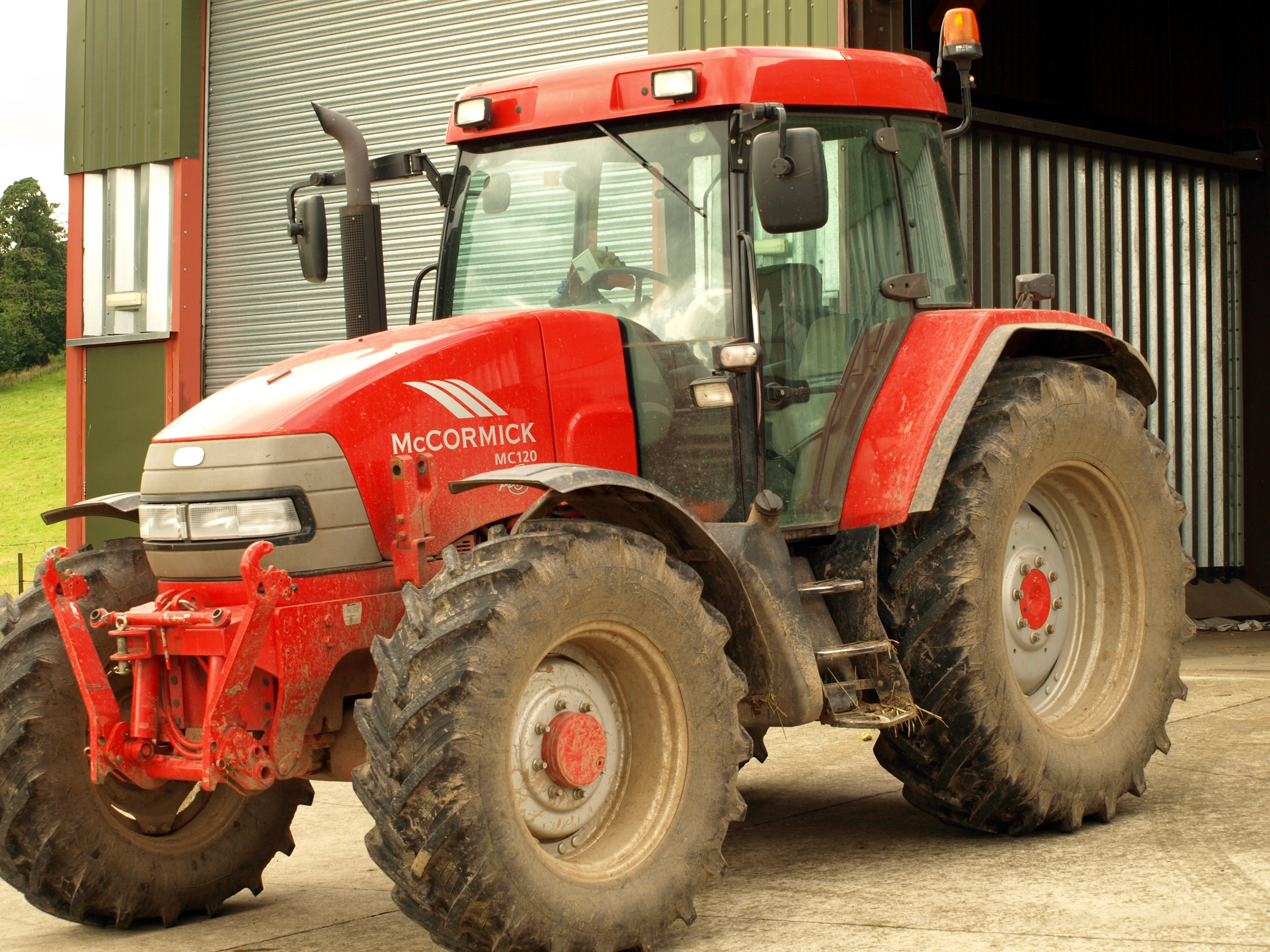
Früher McCormick-Traktor der MC-Serie

Die Marke McCormick entstand aus dem 1856 gegründeten Unternehmen McCormick Harvesting Machine Company, das 1902 in dem Nachfolgeunternehmen International Harvester aufging, welches die Marke ebenfalls weiterführte. Nachdem International Harvester die Landwirtschaftssparte 1985 an die Case-Sparte von Tenneco verkaufte, wurde die Marke McCormick eingestellt. Im Jahr 1997 begann im Case-Werk in Doncaster die Produktion der CX-Serie, im nächsten Jahr folgte die Maxxum MXC-Serie. Zu den Auflagen der EU-Regulierungsbehörde bei der 1999 eingeleiteten Fusion von Case mit New Holland zur CNH Global gehörte die Veräußerung des Werks Doncaster. 2000 übernahm die italienische Argo-Gruppe das Werk sowie die Markenrechte an McCormick. Neben dem Werk in Doncaster wurden auch die dort produzierten Traktorenbaureihen C, CX und MXC sowie die Baureihe MX Maxxum übernommen.  Im Januar 2001 nahm McCormick Tractors International Limited die Geschäftstätigkeit auf. Im gleichen Jahr erwarb die Argo-Gruppe von CNH Global ein weiteres Werk in Saint-Dizier, welches anschließend zum Sitz von McCormick France und zur Zentrale für die Produktions- und Vertriebstätigkeit in Frankreich ausgebaut wurde. 
2007 wurden die Traktorenhersteller Landini, McCormick und Valpadana in die im Vorjahr neu gegründete Argo Tractors S.p.A. integriert und sind seitdem lediglich Marken des Unternehmens. Das Werk in Doncaster wurde Ende 2007 geschlossen, seitdem werden die Traktoren der drei Marken hauptsächlich in Fabbrico, Italien produziert. 
In den kommenden Jahren investierte der Mutterkonzern in das europäische Vertriebsnetz. Unter anderem entstanden Niederlassungen in Spanien (2017), Frankreich (2019) und Polen (2021).
Der McCormick X6.4 VT-Drive mit stufenlosem Getriebe, das von Argo Tracors in Eigenregie entwickelt und produziert wird, wird von der Jury in der Kategorie „Best Utility 2018“ zum „Tractor of the Year“ gewählt.
2019 wird die 210 bis 240 PS starke Baureihe X7.6 VT-Drive Stage V mit neuem 6-Zylinder-Motor, ZF-Getriebe und überarbeitetem Dach- und Motorhaubendesign vorgestellt.

## McCormick in Deutschland
2002 wurde als deutscher Vertrieb die McCormick GmbH in Haar (bei München) gegründet, die 2005 auf das Werksgelände der Fella-Werke (zu diesem Zeitpunkt ebenfalls Teil der Argo-Gruppe) in Feucht bei Nürnberg umzog. Die deutsche Argo-Niederlassung firmierte nun als Argo GmbH mit Sitz in Nürnberg. 2020 gab Argo den Neubau einer neuen Vertriebszentrale für McCormick- und Landini-Traktoren in Deutschland bekannt. Im mittelfränkischen Burgoberbach entstand für rund 4 Mio. Euro ein Landmaschinenzentrum, das unter anderem Vertriebsbüros, einen Showroom zur Traktorenpräsentation sowie ein Ersatzteillager beinhaltet. Betreut werden von dort aus die Ländermärkte Deutschland und Österreich. Nach Angaben des damaligen Geschäftsführers der deutschen Niederlassung, Günter Ordnung, plane das Unternehmen durch die Deutschland-Expansion, die Traktoren-Absatzzahlen innerhalb weniger Jahre zu vervielfachen. So gab er im Herbst 2020 bekannt, im Jahr 2025 mindestens 1.000 McCormick-Traktoren in Deutschland verkaufen zu wollen und so einen Marktanteil von 4,5 % zu erreichen. Dieses Ziel wurde jedoch deutlich verfehlt. Inzwischen ist er nicht mehr als Geschäftsführer des Unternehmens tätig. In Deutschland und Österreich wurden 2023 253 McCormick-Traktoren verkauft, 2022 waren es 210 Traktoren.

## Die aktuellen Baureihen

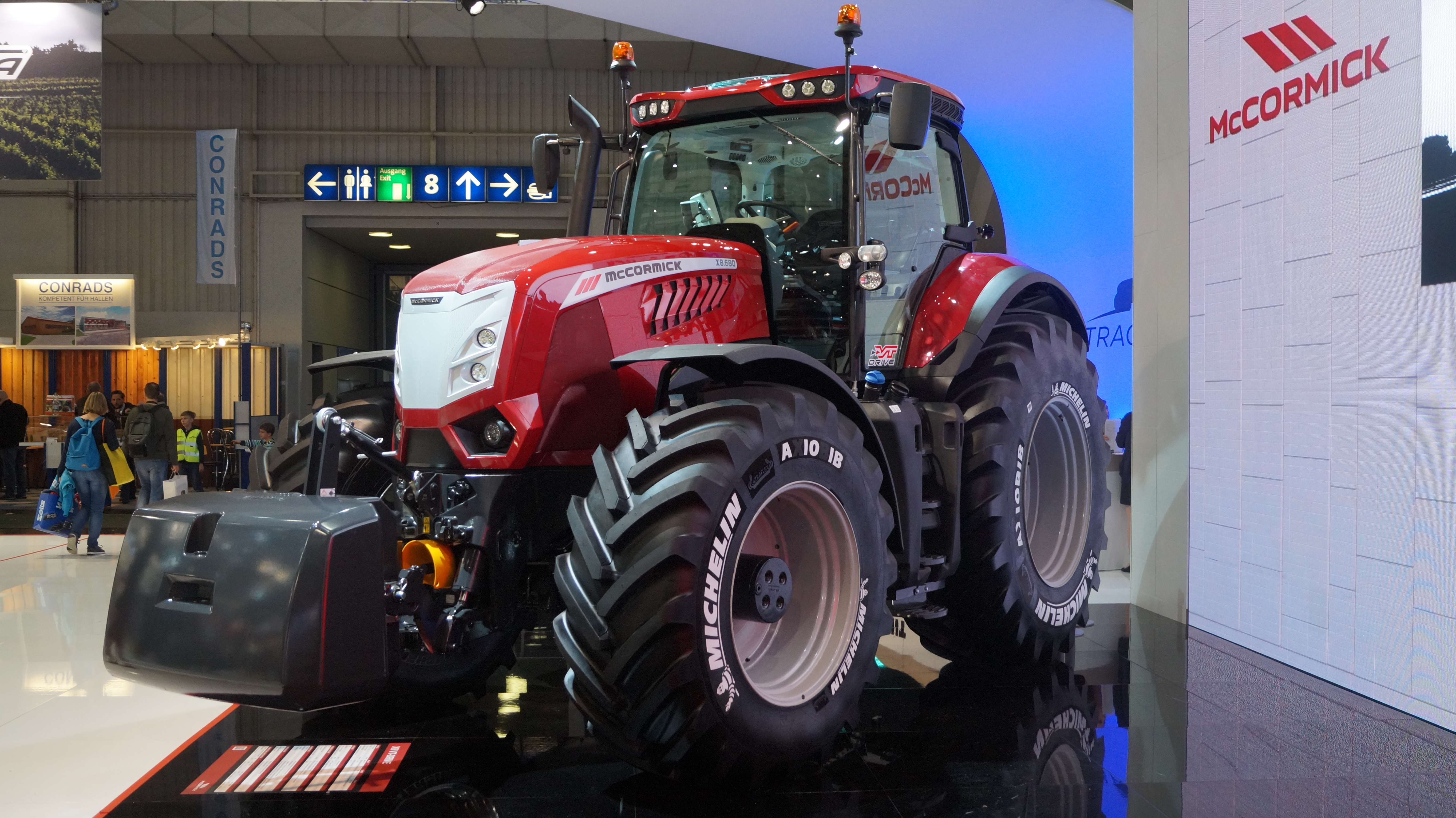
McCormick X8.680 VT-Drive

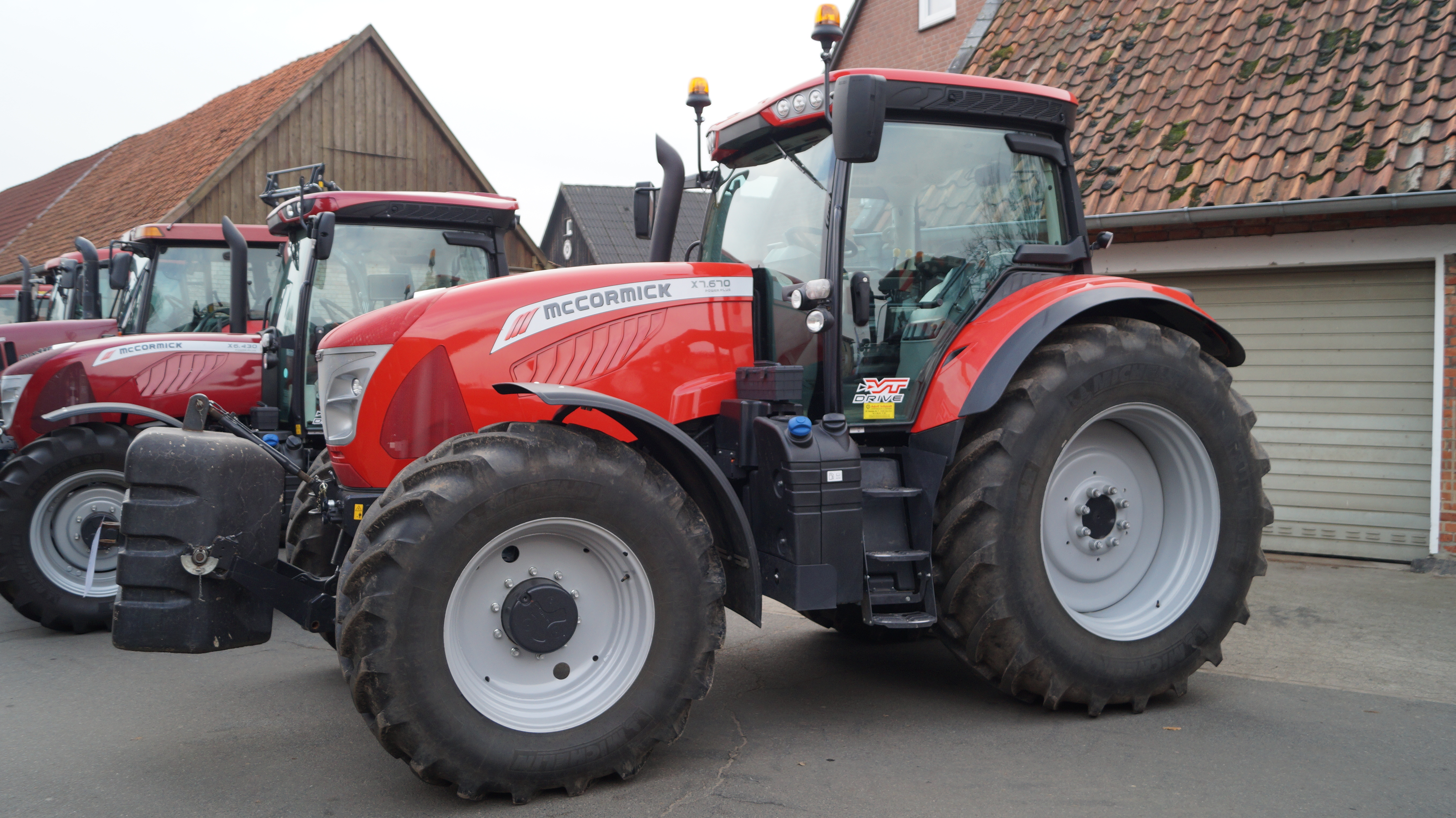
McCormick X7.670 VT-Drive

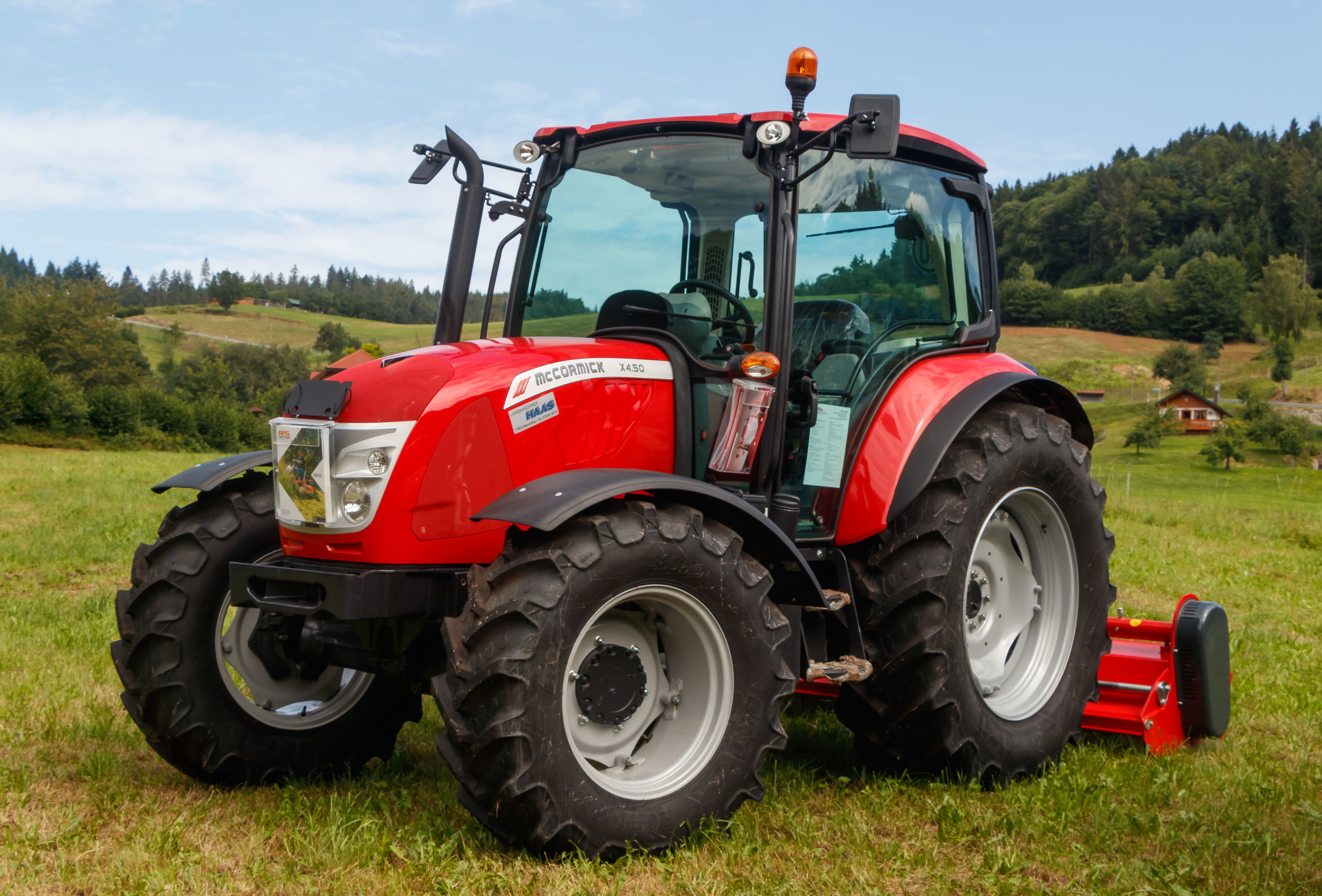
McCormick X4.50 T4i

### Traktoren
Der zurzeit stärkste von McCormick in Europa angebotene Traktor ist das Modell X8.680 VT-Drive mit einer Nennleistung von 301 PS.
| Baureihenbezeichnung | Modelle                           | Leistung in kW (PS)   | Zylinder (Anzahl) | Hubraum in l | Leergewicht in kg |
| -------------------- | --------------------------------- | --------------------- | ----------------- | ------------ | ----------------- |
| X2                   | X2.20 – X2.35                     | 32 (44) – 37,5 (51)   | 4                 | 2,0          | 1.460 – 1.610     |
| X3 F                 | X3.20F – X3.40F                   | 40 (55) – 55 (75)     | 4                 | 2,5          | 2.000             |
| X4V                  | X4.30V – X4.70V                   | 50 (68) – 70 (95)     | 4                 | 2,9          | 2.700 – 2.800     |
| X4F                  | X4.30F/S – X4.80F/S/XL            | 50 (68) – 77 (105)    | 4                 | 2,9          | 2.750 – 3.000     |
| X4F Plattform        | X4.30F/GE/GB – X4.80F/GE/GB/XL    | 50 (68) – 77 (105)    | 4                 | 2,9          | 2.540 – 2.865     |
| X4m                  | X4.30m – X4.50m                   | 50 (68) – 58 (78,9)   | 4                 | 2,9          | 3.200 – 3.350     |
| X4                   | X4.30 – X4.70                     | 50 (68) – 74,4 (101)  | 4                 | 3,6          | 2.800 – 3.500     |
| X5                   | X5.35 – X5.55                     | 73 (99) – 83 (113)    | 4                 | 3,6          | 3.800             |
| X6                   | X6.35 – X6.55                     | 77 (105) – 88 (120)   | 4                 | 3,6          | 4.600             |
| X6.4 VT-Drive        | X6.420 VT-Drive – X6.440 VT-Drive | 89 (121) – 103 (140)  | 4                 | 4,5          | 5.200 – 5.800     |
| X6.4 Xtrashift       | X6.420 – X6.440                   | 89 (121) – 103 (140)  | 4                 | 4,5          | 4.700 – 5.200     |
| X7.4 VT-Drive        | X7.440 VT-Drive – X7.670 VT-Drive | 101 (137) – 129 (176) | 4 oder 6          | 4,5 oder 6,7 | 6.850 – 7.360     |
| X7.6 VT-Drive        | X7.621 VT-Drive – X7.624 VT-Drive | 143(194) – 161 (219)  | 6                 | 6,7          | 8.300             |
| X7.4 P6-Drive        | X7.440 P6-Drive – X7.460 P6-Drive | 101 (137) – 117 (159) | 4                 | 4,5          | 6.400             |
| X7.6 P6-Drive        | X7.650 P6-Drive – X7.690 P6-Drive | 108 (146) – 145 (200) | 6                 | 6,7          | 7.010 – 7.210     |
| X8 VT-Drive          | X8.660 VT-Drive – X8.680 VT-Drive | 190 (258) – 221 (301) | 6                 | 6,7          | 10.800            |

1. ↑  Es handelt sich um die Nennleistung, sofern diese vom Hersteller angegeben wird.

### Frontlader
- M Series: M60/M80/M100/M120
- M Standard: MS60/MS80/MS100/MS120